# Louis Lemoine

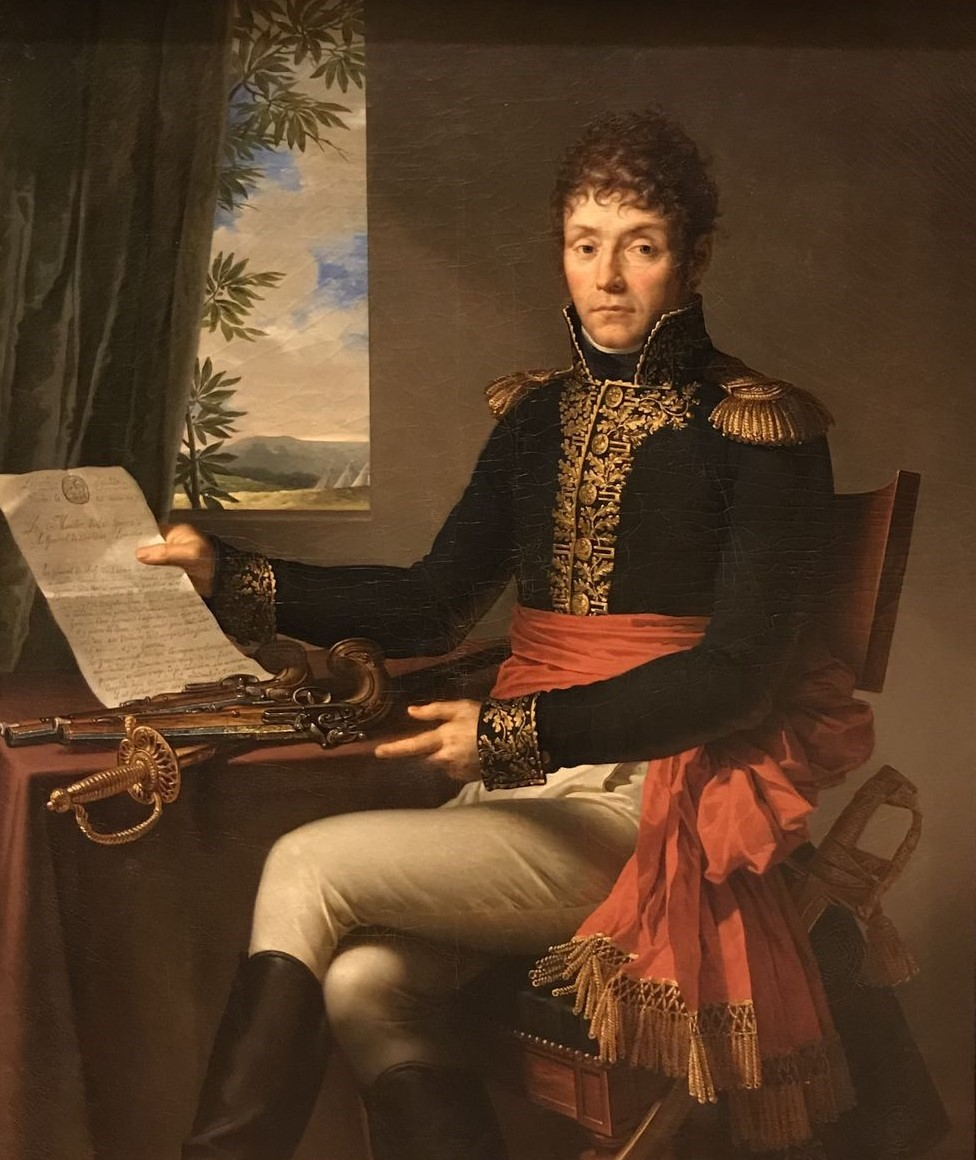
Louis Lemoine

Louis Lemoine, seltener Louis Le Moyne (* 23. November 1754 in Saumur; † 23. Juli 1842 in Paris) war ein französischer Général de division.

## Leben
Um 1770 trat Lemoine freiwillig in die königliche Armee ein und machte dort bald schon Karriere.
Im Auftrag des Wohlfahrtsausschusses nahm Lemoine unter Führung von Colonel Georges Couthon an der Belagerung von Lyon teil (August/Oktober 1793).
Lemoine war ein großer Bewunderer Napoleons und kam nach mehreren Beförderungen und Auszeichnungen in den Stab Napoleons. Mit einem eigenen Kommando kämpfte er oft neben André Drut, Lazare Hoche, Jean-Joseph Humbert, Jacques Mesnage oder Jean-André Valletaux.
Am 16. Juli 1795 fungierte er als Befehlshaber gegen die Armee der Emigranten im Gefecht bei Plouharnel und in der Schlacht um Quiberon.
1796 meldete sich Lemoine freiwillig zu Napoleons Italienfeldzug und kämpfte bei Montenotte (12. April 1796), Mondovi (20./22. April 1796) und Arcole (15./17. November 1796). Auch bei der Belagerung von Mantua (1796/97) konnte er sich auszeichnen. Nach dem Frieden von Campo Formio (17. Oktober 1797) konnte er nach Frankreich zurückkehren.
Louis Lemoine starb im Alter von 87 Jahren am 23. Juli 1842 in Paris und fand auf dem Cimetière du Père-Lachaise seine letzte Ruhestätte (Division 40). Sein Grab liegt neben dem seines Freundes, General Jean-Pierre Augereau, einem Neffen von Marschall Charles Pierre François Augereau.

## Ehrungen
- Comte de l’Émpire
- Sein Name findet sich nördlichen Pfeiler (6. Spalte) des Triumphbogens am Place Charles-de-Gaulle (Paris).